# Supremacy (singel Muse)
Supremacy – czwarty singel brytyjskiej grupy rockowej Muse pochodzący z szóstego albumu studyjnego The 2nd Law. Wydany 25 lutego 2013 roku.

## Teledysk
Teledysk do Supremacy został wydany 2 lutego 2013 roku przez NME, a kilka dni później na YouTube oraz oficjalnej stronie grupy. Przedstawia on grających członków zespołu oraz ludzi z pomalowanymi twarzami w black-metalowym stylu uprawiających sporty, tj. BMX lub surfing.